# 巴特哈尔
巴特哈尔是奥地利上奥地利州施泰尔兰县的一个市镇。总面积13.38平方公里，总人口4804人，人口密度359.0人/平方公里（2011年）。